# Пестель, Вольфганг
Вольфганг (Владимир) Пестель (нем. Wolfgang von Pestel; 4 февраля 1696, Альтенбург, Саксен-Гота-Альтенбург — 1763, Российская Империя) — родоначальник русской ветви рода Пестелей,московский почт-директор (в дальнейшем эту должность непрерывно вплоть до 1799 года будут занимать трое его потомков), мемуарист.

## Биография
Вольфганг Пестель родился 4 февраля 1696 года в Альтенбурге, в государстве Саксен-Гота-Альтенбург; его отец, также Вольфганг Пестель в конце жизни занимал должность бургомистра соседнего с Альтенбургом небольшого города Шмёльна (Шмолле). 
Вольфганг Пестель-младший получил образование в Лейпцигского университете. В Санкт-Петербург он прибыл в 1719 году по приглашению Иоганна Людвига Любераса фон Потта и его отца, с которыми познакомился в Бреслау (современный Вроцлав). В России его стали называть на русский манер — Владимир вместо Вольфганг, однако, и  в России он продолжал исповедовать лютеранство.
В 1723 году Вольфганг Пестель, указом Петра Первого, был назначен санкт-петербургским «генерал-почтамт секретарем», а около 1730 года — московским почт-директором и занимал эту должность более 30 лет. 
Вольфганг Пестель имел двоих сыновей — Иоганна Вольфганга и Бурхарда Вольфганга.
Иоганн Вольфганг Пестель (ок. 1730—1761) активно участвовал в боевых действиях Семилетней войны в составе русской армии, дослужился до премьер-майора, но, не выдержав тягот военного похода, вскоре после возвращения на родину морем скончался в Кронштадте.
Бурхард Вольфганг (Борис Владимирович) Пестель (1739—1811) в 1763 году «унаследовал» от отца должность московского почт-директора. От Бориса Владимировича Пестеля происходили все последующие Пестели, так, декабрист Павел Иванович Пестель Борису Владимировичу приходился внуком а Вольфгангу (Владимиру) Пестелю — правнуком.
Скончался Пестель в 1763 году, находясь в должности. 
После себя он оставил мемуары, сохранившиеся в рукописи, и озаглавленные «Семьи Пестелей происхождение, жизнь и судьба ее членов, из старых латинских источников аутентично переписанные русского императора почт-директором Вольфгангом фон Пестелем». Мемуары хранятся в фондах Государственного исторического музея в Москве. Их происхождение в музейном собрании, предположительно, восходит к потомкам Бориса Ивановича Пестеля, брата декабриста. Мемуары написаны преимущественно по-немецки, хотя периодически используются французский язык и латынь. Первая часть мемуаров содержит малодостоверную легенду о происхождении рода Пестелей, тогда как вторая часть носит автобиографический характер.